# Twins Quartett
Das Twins Quartett ist ein 1998 in Moskau gegründetes russisches Streichquartett.

## Geschichte
Das Twins Quartett wurde 1998 am Moskauer Tschaikowskij-Konservatorium unter Professor Alexander Galkovsky (Schostakowitsch-Quartett) gegründet und spielt seitdem in unveränderter Besetzung. Das Quartett war Stipendiat des Deutschen Akademischen Austauschdienstes (DAAD) und studierte beim Alban Berg Quartett in Köln und bei Harald Schoneweg (Cherubini-Quartett). Das Quartett nahm an der 10. bis 12. Sommerakademie der Universität für Musik und darstellende Kunst Wien teil, wo es Meisterklassen bei Günter Pichler, Norbert Brainin und Siegmund Nissel (Amadeus-Quartett), Rainer Schmidt (Hagen-Quartett), Sandor Devich und Laszlo Mezö (Bartók Quartett) und Milan Škampa (Smetana-Quartett) besuchte.
2000 trat das Quartett bei den Days of Russian Culture im Rahmen der EXPO 2000 auf. Im Jahr 2001 fand eine Japantournee zusammen mit dem Pianisten Alexej Lubimov statt. Weitere Auftritte erfolgten bei den Salzburger Schlosskonzerten sowie bei internationalen Festivals wie dem Moskauer Herbst, dem Haydn-Festival, dem Schönberg-Festival, dem Musikfestival Weingarten, dem Mendelssohn-Festival, den Harzburger Musiktagen, dem Maifestival Rellinger Kirche, den Andernacher Musiktagen auf Burg Namedy und der Musikfestwoche Schloss Berleburg.
Das Twins Quartett musizierte unter anderen mit Tatjana und David Geringas, Sergio Zampetti, Karl Leister, Irina Schnittke, Marc Grauwels, Vladimir Mendelssohn, Jörg Demus, Vassily Lobanov, Peter Lang, sowie mit Luz Leskowitz und seinen Salzburger Solisten.

## Auszeichnungen
- 2000: Preisträger beim internationalen Wettbewerb The Heritage of Classics in Moskau[1]
- 2001: Preisträger beim internationalen Schostakowitsch-Streich-Quartett-Wettbewerb[1]
- 2001: Béla-Bartók-Preis[1]
- 2002: Finalist im Osaka-Wettbewerb[1]
- 2002: Alban-Berg-Preis[1]
- 2003: Preisträger des Schubert-Wettbewerbs in Graz[1]

## Diskografie
- Luigi Boccherini – Konzert für Flöte und Streicher, D-Dur (Digital Media Service, 2012)